# Fertigungslinie
Eine Fertigungslinie ist ein Produktionssystem, in dem mehrere Bearbeitungsstationen durch Materialflusssysteme nach dem Linienprinzip verbunden sind; zum Ausgleich von Taktunterschieden, Rüstzeiten oder kurzfristigen Störungen an Einzelkomponenten können Pufferstrecken integriert sein.
Die Fertigungslinie beschreibt die Fertigung aus der Perspektive der zu fertigenden Teile, während die Fertigungsstraße die Fertigung aus der Perspektive der Umgebung der Fertigung beschreibt. So kann es für verschiedene Werkstücke verschiedene Fertigungslinien geben, die unterschiedliche Teile einer Fertigungsstraße nutzen.
Konkrete Ausprägungen, die sich mit voranschreitender Entwicklung jedoch vom „Straßen“- bzw. „Linien“-Charakter entfernen, sind
- die konventionelle Transferstraße
- die flexible Transferstraße
- das flexible Fertigungssystem
- das agile Fertigungssystem.

Eine Erweiterung der Fertigungsstraße ist die Produktionsstraße, die z. B. eine Montagelinie beinhalten kann.